# César Bruto
Carlos Warnes ―más conocido por su seudónimo César Bruto― (Buenos Aires, 15 de julio de 1905 - Buenos Aires, 2 de julio de 1984) fue un notable escritor, poeta, humorista y periodista argentino.

## Biografía
Nacido en 1905, su primer oficio fue el de carpintero hasta que un pequeño accidente lo obligó a cambiar de rumbo.
Fue el poeta Conrado Nalé Roxlo (1898-1971) quien le dio su primera oportunidad en el periodismo, sumándose al equipo de colaboradores permanentes del diario Crítica.
Tras varios años de entrenamiento, el humor fue ganando espacio definitivo en su escritura.
A partir de los años treinta fue colaborador y director de algunas de las publicaciones más leídas de la Argentina:
Aquí Está,
Cascabel,
Clarín,
El Mundo,
Leoplán,
Mundo Argentino,
Patoruzú,
Rico Tipo,
Satiricón y
Vea y Lea.
Ya en los años cuarenta comienza a editarse la revista Cascabel y allí publica por primera vez el personaje que lo llevará a la fama.
Se trata de César Bruto, redactor iletrado que le sirve al autor para ejercer con fuerte desparpajo distintos registros culturales desde una perspectiva analfabeta. Bajo su firma no ha dejado género sin parodiar: la historia, la crítica de cine, la autobiografía, el periodismo, la poesía gauchesca, la lírica del tango, la medicina e incluso las fábulas con aires a Esopo son algunos de los matices de su paleta, siempre punzante, siempre ejercida desde la periferia.
Según cuenta el propio Warnes, la aparición inaugural de su personaje se debió a una sequía de ideas. Le habían encargado un editorial, no se le ocurría nada y entonces presentó un texto plagado de errores ortográficos y gramaticales atribuidos al hijo pequeño del redactor, que supuestamente se encontraba enfermo. La ocurrencia gustó mucho al director de la revista y el personaje, del que Warnes ya no se separaría, encontró un lugar permanente en la publicación. Desde el primer número, César Bruto fue ilustrado por Oski (Oscar Conti, 1914-1979).
Sus trabajos en dupla con el famoso dibujante, que se extienden por más de dos décadas, continúan en Rico Tipo, tras el cierre de Cascabel, donde juntos hacen el «periódico barrial» Versos y Notisias, gran diario de todos los miércole,
sección de un humor que pulsa la cuerda de corrientes tan aparentemente distantes como el costumbrismo y el surrealismo. Hicieron juntos una columna llamada «Mente sana in córpore roto», y más tarde: «Los grande inbento de este mundo». Warnes y Conti también escribieron los guiones y realizaron la escenografía —respectivamente— de la telecomedia Juicio oral al paso, producido por el periodista Carlos Alberto Aguilar. Según el diario El Mundo este programa relataba «en forma de sátira el desarrollo de los más insólitos casos jurídicos. Las acciones serán juzgadas en una sala judicial disparatada, cuya habitual solemnidad se verá sacudida de continuo por los ocurrentes y casi extraños planteos de los litigantes; un abogado defensor de verba prodigiosa, un fiscal aburrido y decadente, un juez sordo y feminista, y la más inquietante de las testigos».
Colabora en muchas otras publicaciones, entre las que se cuentan las revistas Vea y lea y Tía Vicenta, o el diario Clarín y Radiolandia 2000.
En la revista Rico Tipo también publica ―bajo el seudónimo de Napoleón Verdadero― las «Historias de lío tras lío», relatos que a través de un reino imaginario le permiten reírse de los dislates de la política de su propio país.
Con Oski publicó El Medisinal Brutoski ilustrado
En la misma cuerda política, escribe ―a partir de 1960 y durante diez años― los guiones del programa televisivo de Tato Bores (1927-1996).
En radio, trabajó junto a la periodista Betty Elizalde (n. 1940) en el recordado ciclo Y a mí... ¿por qué me escucha?, por Radio Splendid en 1978.
Falleció en Buenos Aires el 2 de julio de 1984.

## Publicaciones
Publicó seis libros que compilan sus publicaciones periodísticas, todos bajo el seudónimo de César Bruto:
- 1946: El pensamiento vivo de César Bruto.
- 1947: Lo que me gustaría ser a mí si no fuera lo que soy.
- 1952: Los grandes inbento de este mundo.
- 1955: El secretario epistolárico.[4]
- 1972: Brutas biografías de bolsillo.
- 1973: Brutos consejos para gobernantes.

El escritor Julio Cortázar abre su famosa novela Rayuela (1963) con el capítulo «Perro de San Bernaldo» (sic), del libro Lo que me hubiera gustado ser a mí si no fuera lo que soy.
También dedica un elogio a la escritura de César Bruto en el libro La vuelta al día en ochenta mundos, donde la ubica en un pie de igualdad con la de Macedonio Fernández y Bioy Casares.

## Estilo
La invención de Carlos Warnes en el caso de su heterónimo César Bruto no se limita a la alteración de la ortografía y la gramática. De su inmensa imaginación surge un humor que se pasea por todos los terrenos. A veces hace reír por degradación, como sucede con las «brutas biografías». En otras, por la inutilidad de ciertas frases, como cuando su personaje cae en cursilerías que no aportan información ni tampoco estilo, por querer aparentar una formación académica. En ocasiones, el uso de una palabra de significado parecido a otra pero menos adecuada para el contexto, trastoca el sentido y lo vuelve disparatado. En ciertos casos, su discurso puede comenzar a narrar algo e irse por las ramas para acabar sin contar nada demasiado concreto, como en el texto que utilizó Cortázar en Rayuela. Estos son solo algunos de los inagotables recursos de Warnes. Intentar describirlos cabalmente puede ser una tarea tan ardua como inútil, por lo intransmisible de la gracia de sus textos si no se leen de primera mano.
He aquí algunas muestras, todas extraídas de Versos y Notisias, su habitual sección en Rico Tipo:

BUSCO SOSIO para istalar una gran fábrica de horcaS, lo cual aparte de dejar un lindo rendimiento proporsiona trabajo al gremio de verdugoS que abtualmente pasa por un momento muy feo. Con un capital de miL $$$$$, por egenplo, podemos ganar tres miL por mes, así que poniendo el doble ganaremos el doble, y poniendo un millón se venimos ricos en seguida. Cartas a salvadoR pilcomayO. Esta cuadra.

(¡.......!) Calcuta, 19. -De la localidá de ptrwiN anunsian de que hase 35 ánios y 89 días que no llueve ni una gota. El otro día agarró y se mató el direbtoR del odservatoriO metorolójicO, el cual venía anunsiando agua desde hase más de 19 ánios y medio. El nuevo direbtoR ha declarado que piensa anunsiar sienpre tienpO seco.

(¿......?) Mandalay, 24. - Grasias a un fenomenal ingerto de la córnea parese que recuperó la vista el famoso tuerto de mandalaY. Viendo un aviso en el diario, el tuerto mandó el ojo defisiente a los estadoS unidO y a la vuelta del correO le mandaron el ojo en perfebto estado de visibilidá, con lo cual haora el tipo anda loco de la vida.
César Bruto